# 藍山市

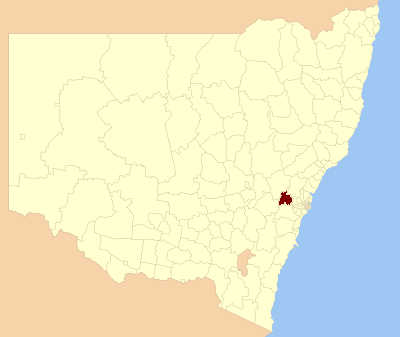
藍山市於州內轄境圖

藍山市（英語：City of Blue Mountains）為澳大利亞新南威爾斯州內的一個地方政府，管轄著聞名於世、位於雪梨之西的藍山地區。

## 人文
根據澳大利亞統計局，藍山：
- 於2006年6月30日有居民75,770人，乃新南威爾斯州人口第28大城，佔州內人口6,827,694中的1.1%。

## 市議會
藍山市議會有议席12座，分由4個選區，各選出3位議員；市長非直選。

## 姊妹市
- 日本兵庫縣三田市
- 美國弗拉格斯塔夫
- 東帝汶Hatu-Builico Administrative Post[5]

## 外部連結
- 藍山市政府官方網站
- Blue Mountains Gazette （页面存档备份，存于）
- 藍山 （页面存档备份，存于）
- 藍山青年會 （页面存档备份，存于）